# سرگئی پلونین
سرگئی ولادیمیرُویچ پُلونین (اوکراینی: Сергій Володи́мирович Полу́нін؛ زادهٔ ۲۰ نوامبر ۱۹۸۹) رقصندهٔ بالهٔ اهل اوکراین است. او از سال ۲۰۰۶ میلادی تاکنون مشغول فعالیت بوده‌است.

## زندگی‌نامه

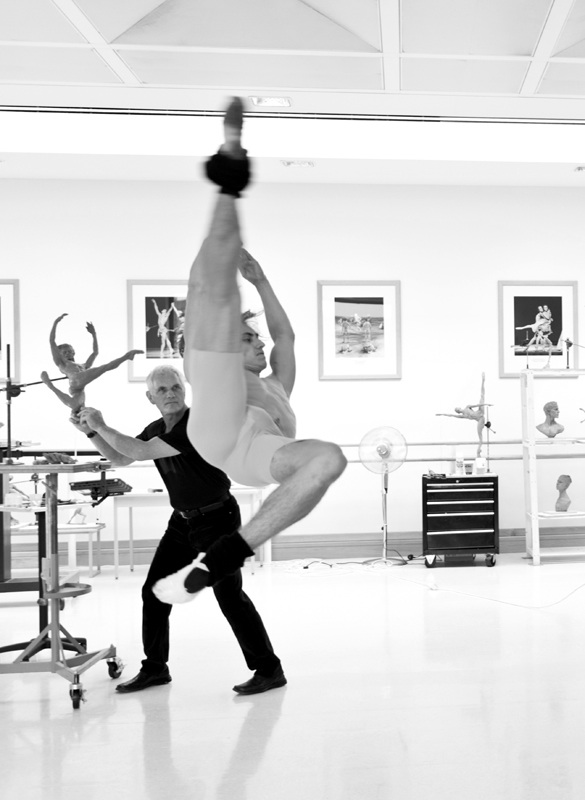
پلونین در استودیوی پیکره‌ساز آمریکایی، ریچارد مک‌دنالد

سرگئی پُلونین در خرسون در جمهوری سوسیالیستی شوروی اوکراین به دنیا آمد. از ۴ تا ۸ سالگی در یک آکادمی ژیمناستیک آموزش دید. سپس ۴ سال دیگر را در یک موسسهٔ طراحی رقص در کیف گذراند. مادرش، گالینا با او به کی‌یف رفت در حالی که پدرش، ولادیمیر پلونین برای پشتیبانی از آن‌ها در پرتغال کار می‌کرد. سرگئی پس از پایان دورهٔ آموزشی در کیف، در سال ۲۰۰۳ و در ۱۳ سالگی به مدرسهٔ سلطنتی باله در بریتانیا رفت که به‌وسیلهٔ بنیاد رودلف خامتویچ نوریف پشتیبانی مالی می‌شد.
پلونین در ۲۰۰۹ میلادی به‌عنوان یک رقصندهٔ تک در بالهٔ سلطنتی مشغول به کار شد. در ژوئن ۲۰۱۰ او به جوان‌ترین رقصندهٔ بالهٔ سلطنتی تبدیل گشت. او پس از دو سالِ موفقیت‌آمیز، در ۲۴ ژانویهٔ ۲۰۱۲ اعلام کرد که قصد کناره‌گیری از فعالیت در آن شرکت را دارد. به‌گفتهٔ او «مردنِ هنرِ درون من» دلیل کناره‌گیری‌اش از بالهٔ سلطنتی بوده است. پلونین چند ماه بعد، در تابستان ۲۰۱۲ به‌وسیلهٔ یک مدیر هنری تئاتر به روسیه دعوت شد. او به‌عنوان یک رقصندهٔ اصلی در تئاتر موسیقی استانیسلاوسکی و تئاتر دولتی باله و اپرای آکادمیک نووسیبیرسک به کار پرداخت.
پلونین تاکنون برندهٔ چندین جایزه از جمله جایزه بزرگ لوزان و جایزه بزرگ جوانان آمریکا (۲۰۰۶) شده است. او در ۲۰۰۷ میلادی رقصندهٔ جوان سال بریتانیا نام گرفت. نیویورک تایمز در ۲۰۱۱ میلادی در نقد اجرای پلونین در بالهٔ آلیس در سرزمین عجایب او را «رقصنده‌ای شگفت‌آور با تکنیکی پولادین و خطی زیبا» توصیف کرد. پلونین در ۲۰۱۴ میلادی با عکاس و کارگردان آمریکایی، دیوید لاشاپل در پروژه‌های تازه‌اش به همکاری پرداخت. یکی از این پروژه‌ها یک نماهنگ رقص بر ترانهٔ «مرا به کلیسا ببر» هوزیر بود که توجه‌های بسیاری را به خود جلب کرد.